# Ulica Stare Nalewki w Warszawie
Ulica Stare Nalewki, do 2019 ulica Bohaterów Getta – ulica na warszawskim Muranowie, biegnąca od ul. Długiej do bramy Ogrodu Krasińskich.
Ulica stanowi relikt przedwojennej ulicy Nalewki, która biegła od ul. Długiej do nieistniejącego placu Muranowskiego. 
Jej zabudowa została zniszczona w czasie II wojny światowej i poza Arsenałem nie została odbudowana.

## Historia
Współczesna ulica Stare Nalewki jest zachowanym odcinkiem dawnej ulicy Nalewki. W latach 1940–1943 znajdował się on poza terenem warszawskiego getta. W grudniu 1953 ulica otrzymała nazwę Bohaterów Getta.
Nalewki były jedną z najważniejszych ulic przedwojennego Muranowa. W czasie wojny, w latach 1940–1943, znajdowała się na niej jedna z głównych bram warszawskiego getta, przy Nalewkach miały też miejsce pierwsze walki w czasie powstania w getcie warszawskim.
26 marca 1943 u zbiegu ulic Bielańskiej, Długiej i Nalewek miała miejsce akcja pod Arsenałem.
W okresie powstania warszawskiego w tym punkcie miasta toczyły się zawzięte walki związane z obroną reduty powstańczej w Pasażu Simonsa.
Po II wojnie światowej Nalewek nie zrekonstruowano. Przesądziło o tym przebicie ul. Marcelego Nowotki (przemianowana w 1990 na ul. Władysława Andersa). Nazwę Nalewki nadano niewielkiej ulicy położonej 100 metrów na zachód, pomiędzy ul. Władysława Andersa a ul. Ludwika Zamenhofa, natomiast krótki południowy fragment przedwojennych Nalewek przemianowano w 1953 na ul. Bohaterów Ghetta.
Ulica została zredukowana do ślepej ulicy biegnącej wzdłuż południowego krańca Ogrodu Krasińskich. Na ulicy zachowała się przedwojenna brukowa nawierzchnia, a także tory tramwajowe pochodzące z pierwszego okresu budowy miejskiej sieci tramwajowej w Warszawie o pierwotnej szerokości 1525 mm.
W listopadzie 2012 Rada Warszawy skorygowała pierwotnie nadaną nazwę ulicy z Bohaterów Ghetta na Bohaterów Getta.
W listopadzie 2019 z inicjatywy Muzeum Historii Żydów Polskich Polin Rada m.st. Warszawy zmieniła nazwę ulicy na Stare Nalewki w celu upamiętnienia historycznej ulicy, bez konieczności zmiany adresów przy współczesnej ulicy Nalewki.